# Melchior Schramm
Melchior Schramm   (Ziębice, 1553 (Gregorià) - Offenburg, 6 de setembre de 1619) va ser un organista i compositor alemany.
Schramm, que havia vingut a Praga de petit, es va convertir en Singknabe el 1553 a la capella de la cort de l'arxiduc Ferran del Tirol. De la seva granja va arribar a Innsbruck, on va ser educat a la recent fundada "Knabensingschule" per Ferdinand. Del 1569 al 1571 va ser instruït per l'organista de la cort d'Innsbruck, Servatius Rorif, després d'on va ser organista durant dos anys a la recent fundada col·legial del monestir de dones a Hall, al Tirol. El 1574 Schramm va ser nomenat organista i membre del tribunal "Kapellmeister" a la cort de Hohenzollern-Sigmaringen, on va reconstruir i va dirigir l'orquestra de la cort a la jove cort del comte Karl II de Hohenzollern-Sigmaringen. La direcció de la banda de la cort segurament va vers el 1596 cap a Narcissus Zangel, un estudiant Orlando di Lassos, i va proporcionar en l'episodi les funcions d'un organista de la cort. El 1605 va ser nomenat organista de la ciutat imperial d'Odeenburg a Baden. Aquí va viure fins a la seva mort el 1619.

## Obres
- Sacrae Cantiones quinque et sex vocum, Nuremberg 1576/1577, editora de la nova edició C. Hofius, Ammerbuch 2015, ISMN 979-0-50248-112-4 (Prop el portal DNB)
- Neuwe exquisit Teutsche Gesäng, Frankfurt am Main 1579, editor de la nova edició C. Hofius, Ammerbuch 2015, ISMN 979-0-50248-111-7 (Prop al portal DNB)
- Maria schon aus Himmels Thron, a: Bernhard Klingenstein (Hrsg.): Rosetum Marianum, Dillingen 1604, nou número a: Editor C. Hofius, Ammerbuch 2016, ISMN 979-0-50248-126-1 (Prop al portal DNB)
- Cantiones Selectae, quas vulgo motectas appelant, quinis, senis i octonis vocibus, Frankfurt 1606, editor de la nova edició C. Hofius, Ammerbuch 2016, ISMN 979-0-50248-126-1 (Prop al portal DNB)